# Berg-Haarstrang
Der Berg-Haarstrang (Peucedanum oreoselinum (L.) Moench, Syn.: Oreoselinum nigrum Delarbre) ist eine Pflanzenart aus der Gattung Haarstrang (Peucedanum) innerhalb der Familie der Doldenblütler (Apiaceae).

## Beschreibung

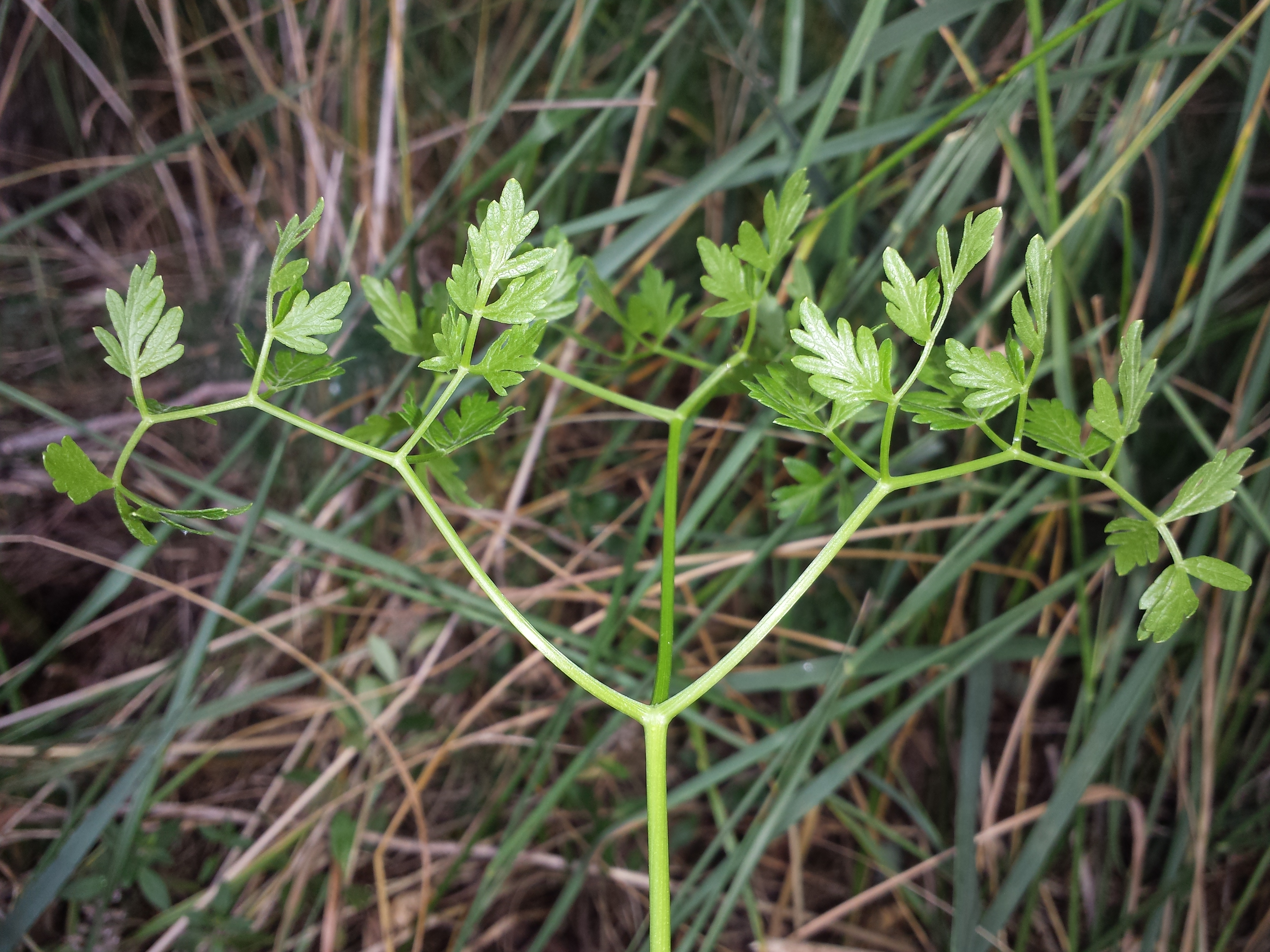
Laubblatt: die Laubblattspindel ist bei jedem Fiederansatz leicht nach unten geknickt.

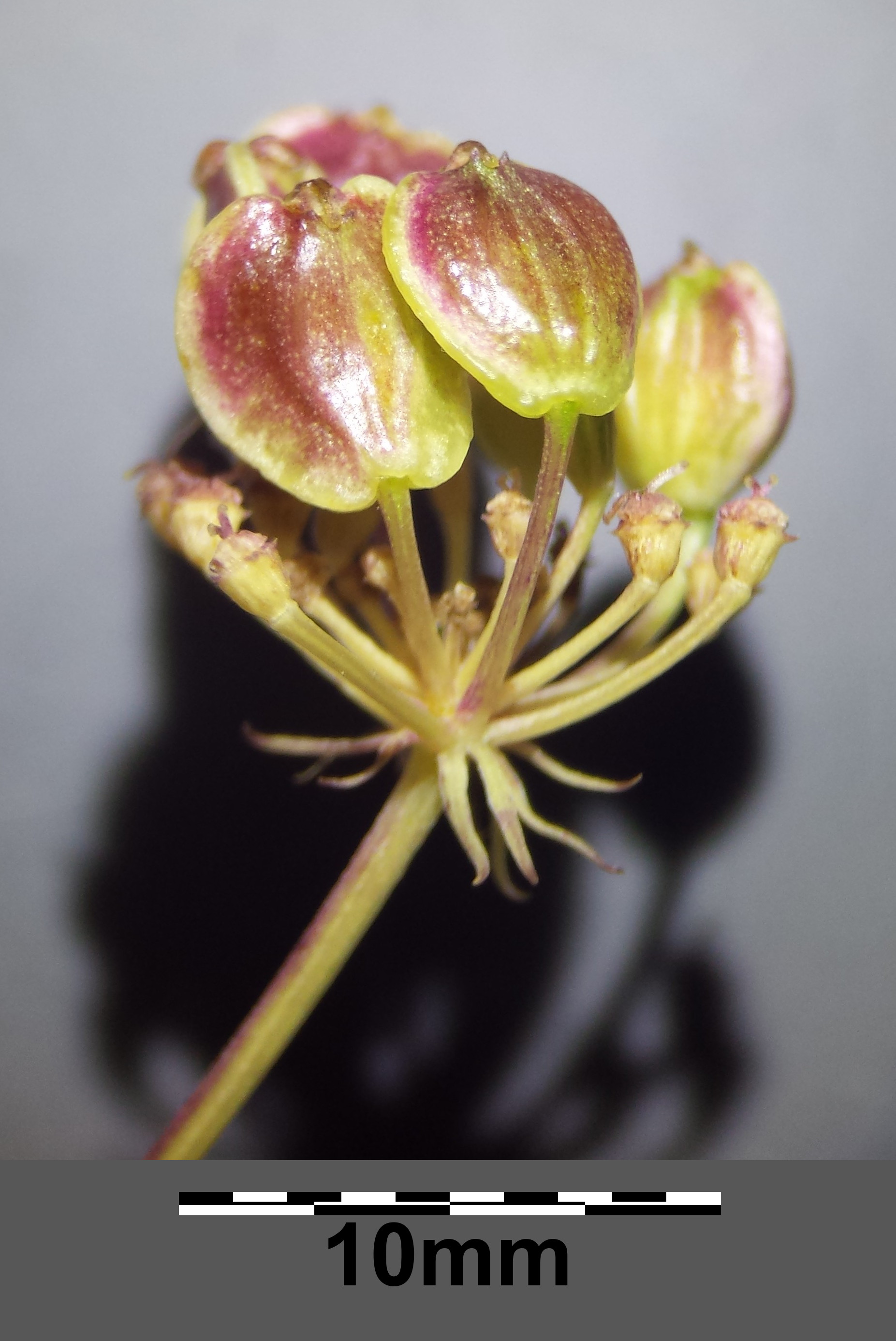
Döldchen mit Früchten

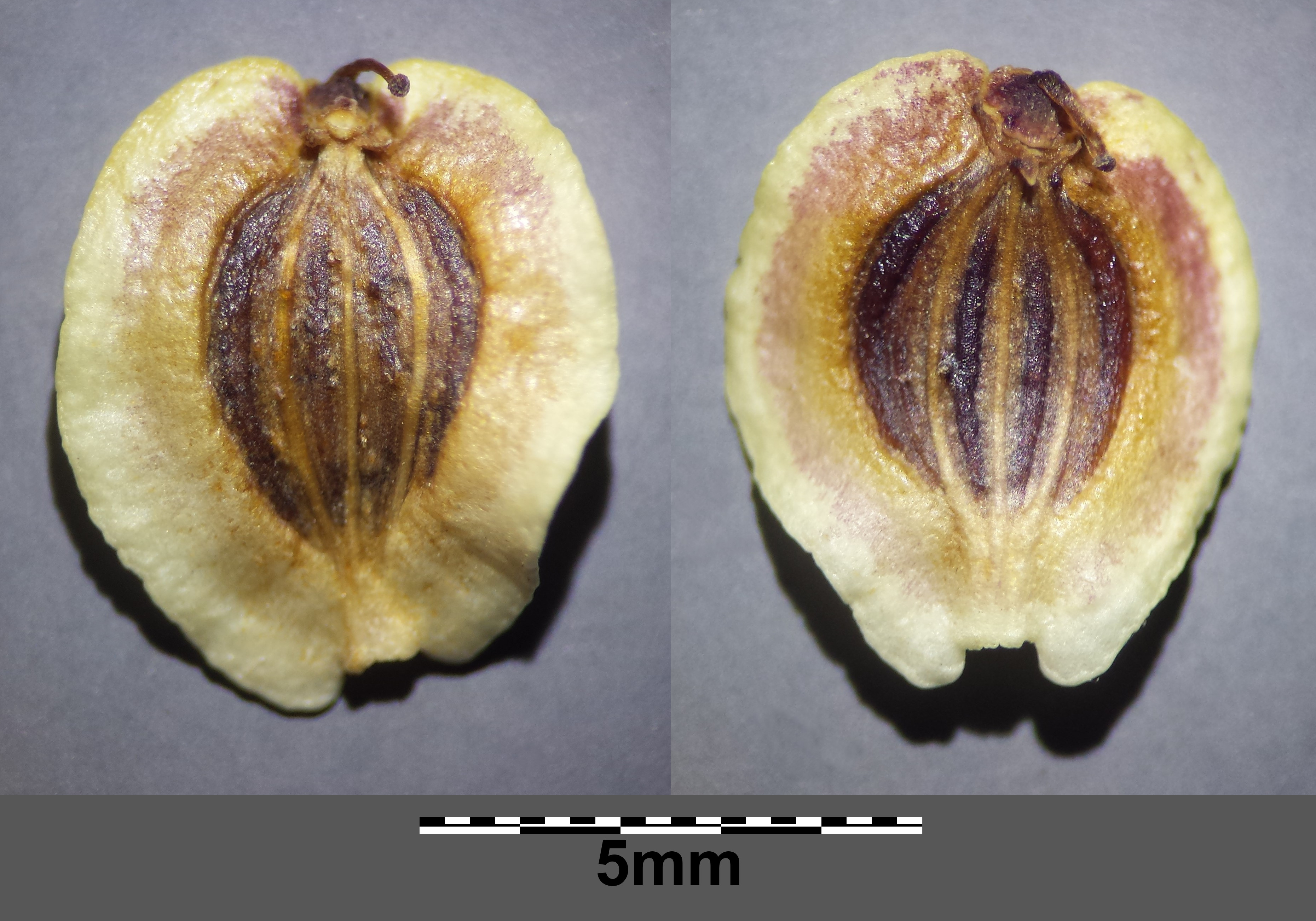
Frucht

### Vegetative Merkmale
Der Berg-Haarstrang wächst als ausdauernde krautige Pflanze und erreicht Wuchshöhen von 30 Zentimetern bis zu 1 Meter. Der aufrechte Stängel ist mindestens an den Knoten (Nodien) etwas gerötet und im Querschnitt rund oder fein gerillt, im oberen Teil stärker gefurcht, spärlich abstehend verzweigt und im oberen Bereich blattlos.
Die Laubblätter sind im Umriss bei einer Länge von bis zu 40 Zentimetern sowie einer Breite von bis 15 Zentimetern dreieckig und zwei- bis dreifach gefiedert. Die Fiedern wie die Fiederblättchen gehen rechtwinklig ab, die Blattachse und die Fiedern liegen nicht in einer Ebene. Die Blattachse ist an den Knoten winklig gebogen. Die Fiederabschnitte sind eiförmig-keilförmig und stehen locker, sie sind am Rand fein gesägt, die Endfiedern sind drei- bis fünfzipflig. Die unteren Stängelblätter sind lang gestielt, die oberen sind viel kleiner und auf den Blattscheiden sitzend.

### Generative Merkmale
Die Blütezeit reicht von Juli bis August. Es werden doppeldoldige Blütenstände gebildet. Die Strahlen der Doppeldolde sind bei einer Länge von etwa 5 Zentimeter fast alle gleich lang. Hüllblätter und Hüllchenblätter sind zahlreich vorhanden, sie sind lanzettlich bis linealisch und zurückgeschlagen. Die Kelchzähne sind deutlich und eiförmig. Die weißen, selten rosafarbenen Kronblätter sind etwa 1 Millimeter lang, am oberen Ende ausgerandet und mit einem eingeschlagenen Läppchen versehen. Die zwei Griffel sind etwa 1 Millimeter lang, länger als das Griffelpolster und über diese zurückgeschlagen.
Die Frucht ist bei einer Länge von meist 4,5 bis 8 Millimetern und etwa 4 Millimetern rundlich-eiförmig, stark linsenförmig zusammengedrückt, gelblich mit dunkel-braun durchschimmernden Ölstriemen. Die Randrippe ist etwa halb so breit wie das „Fruchtgehäuse“.
Die Chromosomenzahl beträgt 2n = 22.

## Ökologie
Beim Berg-Haarstrang handelt es sich um einen Hemikryptophyten.
Der Berg-Haarstrang wird vom Schwalbenschwanz-Schmetterling zur Eiablage und als Futterpflanze der Raupen genutzt.
Der Berg-Haarstrang ist Wirtspflanze für die Pilzarten Erysibe polygoni, Puccinia oreoselini, Protomyces macrosporus, Leptosphaeria clivensis, Mycosphaerella umbelliferarum und Pleospora vulgaris.
Gallbildungen erzeugen Lasioptera carophila, Macrolabis currugans und Schizomyia pimpinellae.

## Vorkommen

### Allgemeine Verbreitung
Der Berg-Haarstrang kommt in Süd- und Mitteleuropa, in Spanien und Portugal selten und nordwärts bis Südschweden und zu den baltischen Gebieten vor. Ostwärts reicht sein Areal bis Russland (Wolga). Der Berg-Haarstrang ist ein temperat-submediterran-kontinentales Florenelement. Es gibt Fundortangaben für Portugal, Spanien, Andorra, Frankreich, Italien, die Schweiz, Liechtenstein, Österreich, Deutschland, Dänemark, Schweden, Litauen, Lettland, Estland, das europäische Russland, Tschechien, Polen, der Kaukasusraum, Belarus, Ukraine, Moldawien, Rumänien, Slowenien, Kroatien, Ungarn, Serbien, Bosnien und Herzegowina und Montenegro. Der Berg-Haarstrang ist in Mitteleuropa nur stellenweise verbreitet. Er steigt in Tirol und Graubünden bis zu einer Höhenlage von 1300 Meter auf, im oberen Veltlin bei Bormio erreicht er 1620 Meter, im Kanton Wallis 1550 Meter und im Aostatal 1860 Meter.

### Verbreitung in Deutschland

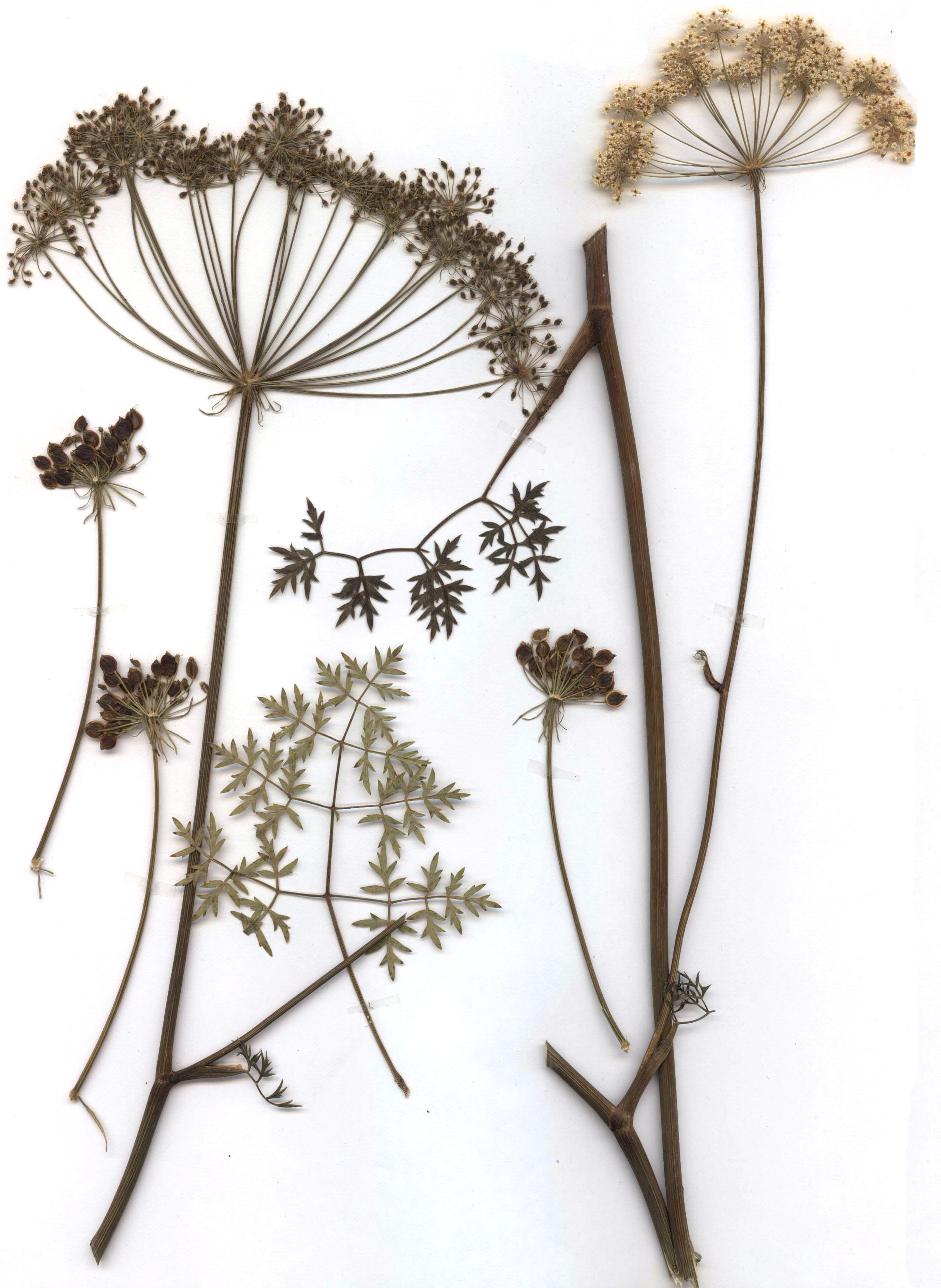
Herbarbeleg (bitte keine Pflanzenteile aus Naturbeständen entnehmen)

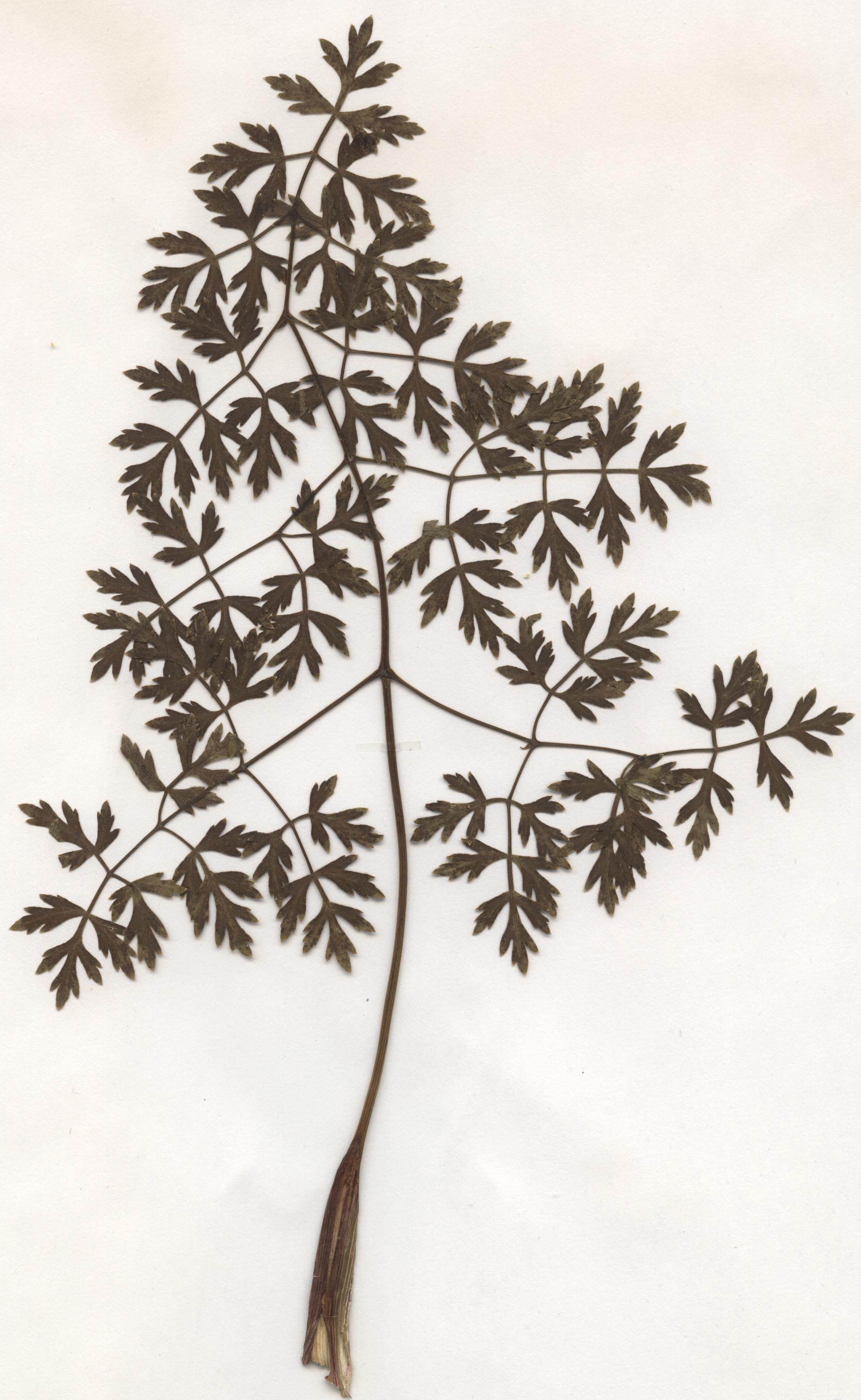
Herbarbeleg eines Stängelblattes

Peucedanum oreoselinum ist im Osten Deutschlands sowie in Bayern relativ verbreitet zu finden. In den meisten anderen Gegenden fehlt er.

### Standortansprüche
Peucedanum oreoselinum wächst an lichtreichen, kalkreichen, trockenen bis mäßig trockenen Standorten. Der Berg-Haarstrang gedeiht meist auf Lockerböden (Sand, Löß u. ä.), kaum einmal auf festem Kalkstein oder skelettreichem Kalkverwitterungsboden. Er kommt in niederwüchsigen Staudenfluren an Waldrändern, an Böschungen, auch an Dämmen und im Halbschatten von Kiefernbeständen vor. Der Berg-Haarstrang ist pflanzensoziologisch in Mitteleuropa eine Charakterart des Geranio-Anemonetum silvestris aus dem Verband Geranion sanguinei; er kommt auch in Pflanzengesellschaften des Verbands Erico-Pinion, des Cytiso-Pinion oder des Potentillo albae-Quercion petraeae vor.
Die ökologischen Zeigerwerte nach Landolt et al. 2010 sind in der Schweiz: Feuchtezahl F = 1+w (trocken aber mäßig wechselnd), Lichtzahl L = 3 (halbschattig), Reaktionszahl R = 3 (schwach sauer bis neutral), Temperaturzahl T = 4+ (warm-kollin), Nährstoffzahl N = 2 (nährstoffarm), Kontinentalitätszahl K = 4 (subkontinental).

## Taxonomie
Die Erstveröffentlichung erfolgte 1763 unter dem Namen (Basionym) Athamanta oroslinum durch Carl von Linné in Species Plantarum, Tomus I, Seite 244. Diese Art wurde 1794 durch Conrad Moench in Methodus Plantas Horti Botanici et Agri Marburgensis, Seite 82 als Peucedanum oreoselinum (L.) Moench in die Gattung Peucedanum gestellt. Weitere Synonyme für Peucedanum oreoselinum (L.) Moench sind Oreoselinum nigrum Delarbre und Selinum oreoselinum (L.) Crantz.